# Utricularia multifida
Utricularia multifida — вид рослин із родини пухирникових (Lentibulariaceae).

## Біоморфологічна характеристика
Трав'яниста наземна однорічна рослина заввишки 5–30 см. Часток чашечки 4. Віночок ≈ 12 мм завширшки, шпора гола. Квітки рожеві/білі, з липня по грудень чи січень. Листки непомітні, а пастки підземні. Квітки мають нижній віночок, розділений на три помітні частки. На піднебінні жовті гребені.

## Середовище проживання
Цей вид є ендеміком південно-західної Австралії (Західна Австралія).
Цей вид зустрічається на вкритих мохом гранітних відслоненнях, а також у сезонних затоплюваних піщаних западинах з низьким чагарником Restionaceae; на висотах від 0 до 300 метрів.

## Використання
Цей вид культивується невеликою кількістю ентузіастів роду, комерційна торгівля незначна.